# Andreea Taivan
Andreea Taivan (n. 27 aprilie 1997, în Galați) este o handbalistă care evoluează pe postul de extremă dreapta pentru clubul românesc CS Activ Prahova Ploiești.
În 2014, ea a fost componentă a echipei de junioare a României care a câștigat medalia de aur la Campionatul Mondial din Macedonia. A participat cu echipa națională de tineret a României la Campionatul Mondial din 2016, unde România a obținut medalia de bronz.

## Palmares
- Campionatul Mondial pentru Junioare:
  -  Medalie de aur: 2014

- Campionatul Mondial pentru Tineret:
  -  Medalie de bronz: 2016

- Cupa Elveției:
  -  Câștigătoare: 2022

- Campionatul Național de Junioare II:
  -  Câștigătoare: 2013

- Campionatul Național de Junioare III:
  -  Câștigătoare: 2012

## Legături externe
- Andreea Taivan, campioană mondială: „Suntem puternice și am știut întotdeauna ce trebuie să demonstrăm”
- Noua stea a handbalului românesc. La 19 ani, are în palmares o medalie de aur și una de bronz la campionatul mondial